# Il mio spazio nel tuo tempo
Il mio spazio nel tuo tempo è il quinto  album del cantante italiano Rosario Miraggio, pubblicato il 27 marzo 2010.

## Descrizione
L'album prende nome dall'omonimo singolo, presentato il 22 aprile 2010 alla trasmissione televisiva Domenica 5.
Si tratta del primo lavoro discografico promosso dall'artista a Milano, cioè fuori dal territorio campano, fatto che gli consente di superare la dimensione regionale della sua attività musicale.
L'album esordisce sorprendentemente al 16º posto della FIMI (Classifica Italiana Vendite) divenendo così il lavoro di maggiore successo del cantante partenopeo.

## Tracce
1. Vivo solo di te
2. Il mio spazio nel tuo tempo
3. Cuore rotto
4. Come puoi
5. Cambierò
6. Come amo io
7. Primma e ce lassà accussì

## Classifiche

### Album
| Classifica Italiana vendite | Massima posizione raggiunta |
| --------------------------- | --------------------------- |
| Classifica italiana FIMI    | 16                          |